# Filia obozu Stutthof (KL) w Dźwierznie
Filia obozu Stutthof (KL) w Dźwierznie – utworzona w 1944 r. w Dźwierznie.

## Historia
Latem 1944 r. do okolic Chełmży przyjechało 5 tysięcy Żydówek w trzech transportach ze Stutthof (KL), gdzie trafiły głównie z Auschwitz, ale też z Litwy, Łotwy i Estonii. W ramach podobozu Baukommando Weichsel (Organisation Todt Thorn) kobiety wykonywały prymitywne prace np. kopały rowy przeciwczołgowe. Mieszkały pościskane w stodołach, owczarniach, przy majątkach, m.in. w Bocieniu, Szerokopasie, Grodnie; w tragicznych warunkach, o czym świadczą zachowane meldunki, jakie płynęły do KL Stutthof. Na cmentarzu Dźwierznie znajduje się zbiorowa mogiła i pomnik pamięci kobiet żydowskich zamęczonych w hitlerowskich obozach pracy – podobozu Stutthof w Bocieniu i Szerokopasie.